# Cosne-d’Allier
Cosne-d’Allier – miejscowość i gmina we Francji, w regionie Owernia-Rodan-Alpy, w departamencie Allier.

## Demografia
Według danych na rok 1990 gminę zamieszkiwały 2453 osoby, a gęstość zaludnienia wynosiła 97 osób/km². W styczniu 2015 r. Cosne-d’Allier zamieszkiwało 2245 osób, przy gęstości zaludnienia wynoszącej 88,8 osób/km².